# MG4 EV
MG4 EV или MG4 Electric — компактный электромобиль производства SAIC Motor. Впервые был представлен в июне 2022 года под названием MG Mulan в Китае (в августе 2023 года был переименован в MG4 EV), затем в июле 2022 года автомобиль был представлен в Европе.
MG4 EV является первым автомобилем на платформе Nebula. Он выпускается в кузове хетчбэк с задним приводом. С 2023 года выпускается высокопроизводительная версия — MG4 XPower.

## Описание
MG4 EV был разработан под кодовым названием EH32 в качестве глобальной модели, основной целью которой был выбран европейский рынок. Модель была разработана в рамках сотрудничества между SAIC Motor Design Center в Шанхае, Advanced Design Studio в Лондоне и Королевским колледжем искусств.
MG4 EV имеет удлинённую колёсную базу, короткие свесы и очень короткий капот. Утверждается, что автомобиль имеет распределение массы 50:50 и низкий центр тяжести (490 мм) для превосходной управляемости. Модель имеет решётку активного воздухозаборника для достижения низкого коэффициента аэродинамического сопротивления (0,279 Кд).
MG4 EV имеет аккумуляторную систему «One Pack» (называемую в Китае Rubik's Cube) с технологией cell-to-pack (CTP). Автомобиль имеет толщину всего 110 мм для наименьшей ёмкости, что уменьшает высоту автомобиля. Батарея «One Pack» также предназначается для замены.
В июле 2023 года была представлена высокопроизводительная модель — XPower. Модель Extended Range с аккумулятором ёмкостью 77 кВт⋅ч и электродвигателем мощностью 180 кВт (241 л. с.) продаётся с августа 2023 года в Европе. С этого периода MG4 EV стал оснащаться задним стеклоочистителем, который ранее не включался. Некоторые варианты также имеют 18-дюймовые колёса с новым дизайном.
Для европейского рынка также был выпущен универсал, который заменил MG5 SW EV.
- Вид сзади
- Интерьер

## XPower
MG4 XPower является двухмоторным, полноприводным электромобилем, выпускающимся с июля 2023 года. Он продавался в Китае под названием MG Mulan Triumph Edition. Внешние признаки — 18-дюймовые легкосплавные колёсные диски, окрашенные в оранжевый цвет, дисковые тормоза XPower, акценты в отделке и вариант окраски кузова Racing Green.
Передний электродвигатель развивает мощность 150 кВт (201 л. с.), а задний — 170 кВт (228 л. с.). Суммарная мощность составляет 320 кВт (429 л. с.), а суммарный крутящий момент — 600 Н⋅м. Автомобиль оснащён системой динамического контроля поворотов, которая сочетает в себе электронную блокировку дифференциала с векторизацией крутящего момента. До 100 км/ч автомобиль разгоняется за 3,8 сек. Также в автомобиле применяется модифицированная настройка шасси, у которой на 25% жёсткая подвеска с перекалиброванными пружинами и амортизаторами и более жёсткими стабилизаторами поперечной устойчивости, более острое рулевое управление, более крупные дисковые тормоза диаметром 345 мм и более сильная настройка рекуперативного торможения.
- Вид спереди
- Вид сзади

## MG EX4
MG EX4 был представлен в 2023 году на фестивале скорости в Гудвуде. Он основан на MG4 XPower и разработан в сотрудничестве с RML Group. EX4 оснащён двумя электродвигателями суммарной мощностью 320 кВт (429 л. с.). Отличительные особенности — расширенные колёсные арки, дисковые колёса Aero, передний сплиттер и большой задний спойлер. EX4 управлялся водителем BTCC Дэниелом Роуботтомом в демонстрационных заездах по трассе подъёма на холм Гудвуд.

## Технические характеристики
Все модели MG 4 EV оснащены аккумуляторами, поставляемыми компанией CATL.
| Тип            | Ёмкость (тип батареи)                    | Компоновка | Электродвигатель | Мощность            | Крутящий момент | Разгон до 100 км/ч (заявленный) | Запас хода (заявленный) | Запас хода (заявленный) | Запас хода (заявленный) | Годы производства      | Примечания         |
| Тип            | Ёмкость (тип батареи)                    | Компоновка | Электродвигатель | Мощность            | Крутящий момент | Разгон до 100 км/ч (заявленный) | CLTC                    | NEDC                    | WLTP                    | Годы производства      | Примечания         |
| -------------- | ---------------------------------------- | ---------- | ---------------- | ------------------- | --------------- | ------------------------------- | ----------------------- | ----------------------- | ----------------------- | ---------------------- | ------------------ |
| Standard Range | 49 кВт⋅ч (LFP)                           | RWD        | Задний           | 125 кВт (168 л. с.) | 250 Н·м         | 7,7 сек.                        | 415 км (258 миль)       | 423 км (263 миль)       | Н/Д                     | 2023 — настоящее время | Китай и Таиланд    |
| Standard Range | 51 кВт⋅ч (LFP)                           | RWD        | Задний           | 125 кВт (168 л. с.) | 250 Н·м         | 7,7 сек.                        | 425 км (264 миль)       | 425 км (264 миль)       | 350 км (217 миль)       | 2022 — настоящее время |                    |
| Long Range     | 64 кВт⋅ч (NMC; литий-ионный аккумулятор) | RWD        | Задний           | 99 кВт (133 л. с.)  | 250 Н·м         | 8,5 сек.                        | Н/Д                     | Н/Д                     | 450 км (280 миль)       | 2024 — настоящее время | Только в Сингапуре |
| Long Range     | 64 кВт⋅ч (NMC; литий-ионный аккумулятор) | RWD        | Задний           | 150 кВт (201 л. с.) | 250 Н·м         | 7,9 сек.                        | Н/Д                     | Н/Д                     | 450 км (280 миль)       | 2022 — настоящее время | 17-дюймовые колёса |
| Long Range     | 64 кВт⋅ч (NMC; литий-ионный аккумулятор) | RWD        | Задний           | 150 кВт (201 л. с.) | 250 Н·м         | 7,9 сек.                        | 520 км (323 миль)       | 540 км (336 миль)       | 435 км (270 миль)       | 2022 — настоящее время | 18-дюймовые колёса |
| Extended Range | 77 кВт⋅ч (NMC; литий-ионный аккумулятор) | RWD        | Задний           | 180 кВт (241 л. с.) | 350 Н·м         | 6,5 сек.                        | Н/Д                     | Н/Д                     | 520 км (320 миль)       | 2023 — настоящее время |                    |
| XPower         | 64 кВт⋅ч (NMC; литий-ионный аккумулятор) | AWD        | Передний         | 150 кВт (201 л. с.) | 600 Н⋅м         | 3,8 сек.                        | 460 км (286 миль)       | 480 км (298 миль)       | 385 км (239 миль)       | 2023 — настоящее время |                    |
| XPower         | 64 кВт⋅ч (NMC; литий-ионный аккумулятор) | AWD        | Задний           | 170 кВт (228 л. с.) | 600 Н⋅м         | 3,8 сек.                        | 460 км (286 миль)       | 480 км (298 миль)       | 385 км (239 миль)       | 2023 — настоящее время |                    |
| XPower         | 64 кВт⋅ч (NMC; литий-ионный аккумулятор) | AWD        | Всего:           | 320 кВт (429 л. с.) | 600 Н⋅м         | 3,8 сек.                        | 460 км (286 миль)       | 480 км (298 миль)       | 385 км (239 миль)       | 2023 — настоящее время |                    |
| Примечания:    |                                          |            |                  |                     |                 |                                 |                         |                         |                         |                        |                    |

## Мировые рынки

### Китай
В Китае MG4 EV продавался под названием MG Mulan. Он был запущен в производство в сентябре 2022 года, а его продажи начались в ноябре того же года. Запас хода составляет 425 км (версия Flager) и 520 км (версия Deluxe). Версия Deluxe с запасом хода 520 км оснащена функциями помощи при вождении второго уровня. В августе 2023 года Mulan был переименован в MG4 EV, что соответствует его названию на экспортном рынке.

### Европа
На европейском рынке MG4 EV продаётся с тремя вариантами аккумуляторов: 51 кВт⋅ч (LFP), 64 кВт⋅ч (NMC; литий-ионный аккумулятор) и 77 кВт⋅ч (NMC; литий-ионный аккумулятор). MG4 EV XPower, представленный в середине 2023 года, оснащён аккумулятором ёмкостью 64 кВт⋅ч и полным приводом. Версии разделены на несколько уровней функций и отделки в зависимости от рынка.

### Австралия
В Австралии продажи MG4 EV начались в августе 2023 года. Он продаётся в пяти вариантах с тремя классами функций и отделки: Excite с аккумуляторами ёмкостью 51—64 кВт⋅ч, Essence с аккумулятором ёмкостью 64 кВт⋅ч, Long Range с аккумулятором ёмкостью 77 кВт⋅ч и XPower.

### Юго-Восточная Азия

#### Таиланд
В Таиланде MG4 EV продаётся с ноября 2022 года. Он оснащён аккумулятором ёмкостью 51 кВт⋅ч. Комплектации — D и X. В марте 2024 года подразделение MG Motor Thailand скорректировало спецификации MG4 EV в Таиланде, добавив комплектацию V Long Range с аккумулятором ёмкостью 64 кВт⋅ч. Комплектации D и X имеют литий-железо-фосфатные аккумуляторы ёмкостью 49 кВт⋅ч. В то же время в продажу поступил и вариант XPower. Задний стеклоочиститель стал стандартным оборудованием.

#### Индонезия
В Индонезии MG4 EV был представлен в феврале 2023 года на Индонезийском международном автосалоне, а его продажи начались 14 июня 2023 года в комплектациях Ignite и Magnify, которые идентичны комплектациям D и X в Таиланде. В январе 2024 года подразделение MG Motor Indonesia объявило о локальной сборке MG4 EV на заводе SGMW Motor Indonesia и значительно снизило его цену. С 2024 года автомобиль выпускается только в комплектации Magnify.

#### Сингапур
В Сингапуре MG4 EV был представлен 16 января 2023 года на Сингапурском автосалоне параллельно с ZS EV. В январе 2024 года автомобиль стал оснащаться электродвигателем мощностью 99 кВт (133 л. с.) и аккумулятором ёмкостью 64 кВт⋅ч, что даёт ему право на более дешёвую категорию A Certificate of Entitlement (COE).

#### Филиппины
На Филиппинах MG4 EV был запущен в производство в октябре 2023 года параллельно с Marvel R. В апреле 2024 года был добавлен вариант XPower.

#### Малайзия
В Малайзии MG4 EV был запущен в производство 27 марта 2024 года параллельно с ZS EV в рамках выхода MG Motor на рынок страны. В Малайзии MG4 EV продаётся в четырёх комплектациях: Standard, Lux, Lux Extended Range и XPower.

### Мексика
В Мексике MG4 EV был запущен в производство 20 апреля 2024 года в комплектациях Style (51 кВт⋅ч), Extended Range (77 кВт⋅ч) и XPower.

### Тайвань
На Тайване MG4 EV был запущен в производство 13 июня 2024 года. Базовая модель оснащена аккумулятором ёмкостью 64 кВт⋅ч. Топовая модель — XPower.

### Ближний Восток
MG4 EV был запущен в продажу на рынках стран Персидского залива 19 августа 2024 года. Комплектации: STD (51 кВт⋅ч), COM (64 кВт⋅ч), LUX (64 кВт⋅ч и 77 кВт⋅ч) и XPower (64 кВт⋅ч).

## Приём
MG4 EV получил похвалу от нескольких британских автомобильных изданий за баланс между доступностью, производительностью и функциями. Журнал Top Gear подчеркнул ценность автомобиля, заявив, что он «имеет запас хода, зарядку и быструю динамику» по более низкой цене по сравнению с конкурентами, такими как VW ID.3. Тем не менее, было отмечено, что сиденья могут быть неудобными для больших людей, а информационно-развлекательная система иногда зависает. Журнал Autocar высоко оценил его управляемость и качество езды, но упомянул, что шумоизоляция салона могла бы быть лучше. В обзоре Auto Express оценили его доступность, с солидным запасом хода и динамикой движения, но в качестве недостатка указали на отсутствие премиальных материалов в салоне.

## Продажи
В 2023 году MG4 стал вторым самым продаваемым электромобилем в Великобритании, уступив Tesla Model Y. MG4 EV, экспортированный из Китая в количестве 138736 единиц, также стал самым экспортируемым китайским электромобилем в 2023 году.
| Год  | Продажи | Продажи        | Продажи  | Продажи | Продажи   | Всего   |
| Год  | Китай   | Великобритания | Германия | Таиланд | Австралия | Всего   |
| ---- | ------- | -------------- | -------- | ------- | --------- | ------- |
| 2022 | 2,685   |                |          |         |           | 37,562  |
| 2023 | 11,186  | 21,715         | 13,263   | 4,833   | 3,134     | 152,337 |